# I'm Just a Kid
I'm Just a Kid is de debuutsingle van de Canadese rockband Simple Plan. De single is afkomstig van het debuutalbum No Pads, No Helmets...Just Balls en geschreven door frontman Pierre Bouvier. Het wist in geen enkel land in de hitlijsten te komen, maar is wel gebruikt in de films The New Guy (2002), Grind (2003) en Cheaper by the Dozen (2003).

## Videoclip
In de videoclip is een gemiddelde jongen te zien die indruk probeert te maken op een populair schoolmeisje (gespeeld door Eliza Dushku). Hij probeert enkele gevaarlijke activiteiten uit, maar wordt steeds gestoord door stoerdere jongens die hem voor zijn. Dit mislukt echter elke keer waarbij de jongens gewond raken, waarna je de hoofdpersoon ziet met een van pijn vertrokken gezicht, waar echter ook leedvermaak in te zien is. Naast Dushku zijn ook DJ Qualls (acteur) en Tony Hawk (skateboarder) in de clip te zien. Qualls en Dushku spelen samen, net als enkele figuranten in de clip, in de film The New Guy, uit 2002, waarvoor "I'm Just a Kid" in de soundtrack is opgenomen.

## Tracklist
| Nr. | Titel          | Duur |
| --- | -------------- | ---- |
| 1.  | I'm Just a Kid | 3:18 |
| 2.  | One By One     | 3:23 |
| 3.  | Grow Up        | 2:31 |
| 4.  | Perfect        | 4:37 |
| 5.  | One Day        | 3:15 |